# Tobiasgletsjer
De Tobiasgletsjer is een gletsjer in Nationaal park Noordoost-Groenland in het noordoosten van Groenland. 

## Geografie
De gletsjer is noordwest-zuidoost georiënteerd en heeft een lengte van meer dan 25 kilometer. Ze ligt in het zuidoosten van de Prinses Elisabeth Alpen op de grens met het Amdrupland en mondt in het zuidoosten uit in het Ingolffjord.
Ten zuidwesten van de gletsjer ligt de Smalle Spærregletsjer.